# Mundurukús

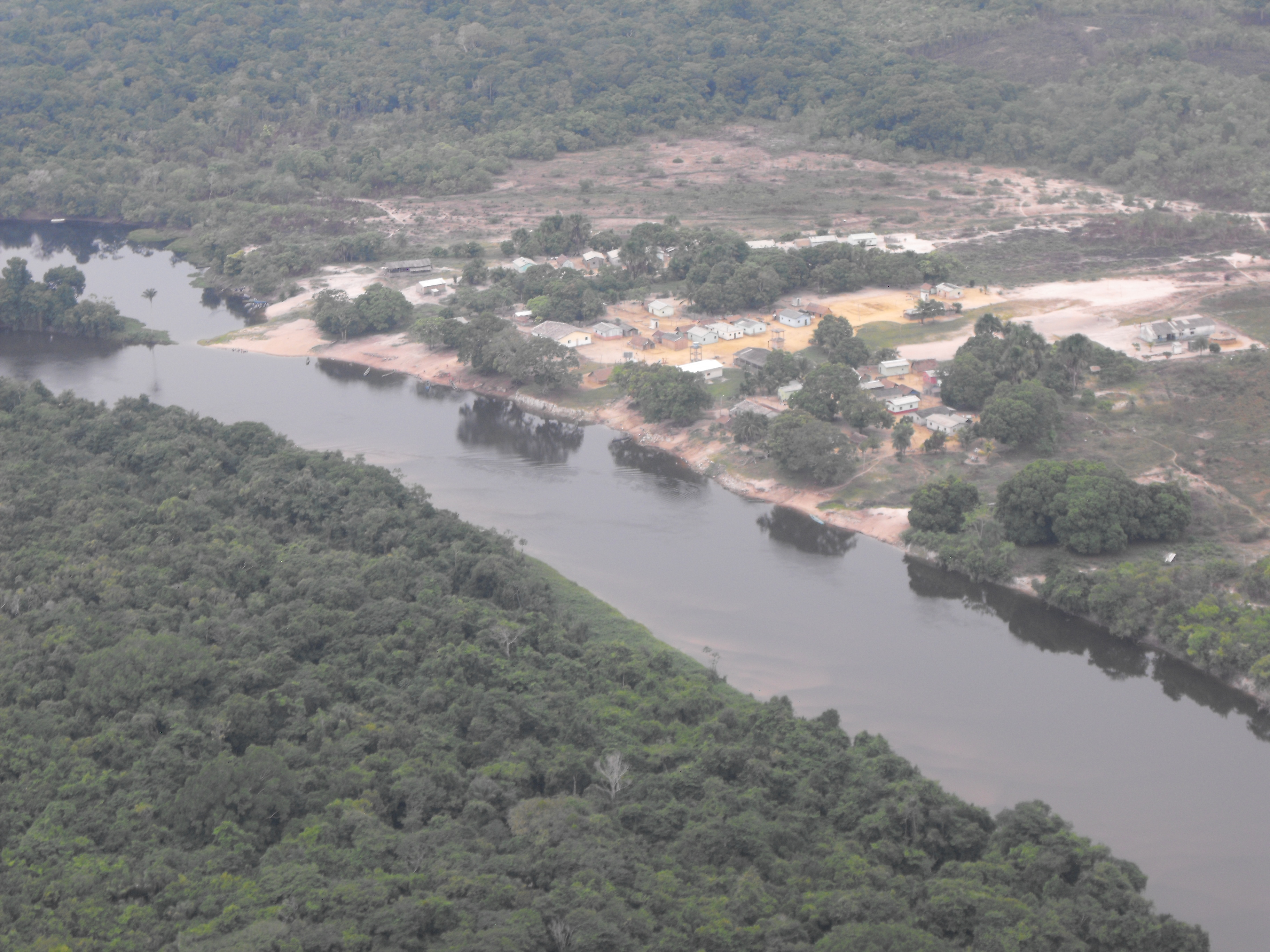
Riu Cururu

Els mundurukús són un poble de tradició guerrera, també denominat Cara Pretas, Monjoroku, Mundurucu, Paiquize, Pari, Weidyenye, dominaven culturalment la regió de la Vall de Tapajós, que en els primers temps del contacte i durant el segle xix era coneguda com a Mundurukânia. Amb una població de 11.630 habitants, es troben en els estats de Pará (sud-est, canal i afluents del riu Tapajós, en els municipis de Santarém, Itaituba, Jacareacanga), Amazones (est, riu Canumã, municipi de Nova Olinda; i proper a la Transamazónica, municipi de Borba), Mato Grosso (Nord, regió del riu dels Peixes, municipi i Juara). La població munduruku es concentra principalment a la Terra Indígena del mateix nom, amb la majoria dels llogarets localitzats en el riu Cururu, afluent del Tapajós.

## Nom i llengua
Aquest poble indígena pertany a la família lingüística mundurukú, de l'arrel Tupi. La seva autodenominació és Wuy jugu i, segons els sabers difosos oralment entre alguns ancians, la designació Munduruku, com són coneguts des de finals del segle xviii, era la manera com aquests eren denominats
pels Parintintins, poble rival que estava localitzat a la regió entre el marge dret del riu Tapajós i el riu Madeira. Aquesta denominació té com significat “formigues vermelles”, en al·lusió als guerrers Munduruku que atacaven en massa als territoris rivals.
La situació sociolingüística dels mundurukú és bastant diversificada, com a conseqüència dels diferents moments de la història del contacte amb els fronts de la colonització, i per la dispersió en diferents espais geogràfics ocupats per aquest poble. La població localitzada en els petits llogarets en els marges del riu Tapajós és en la seva majoria bilingüe. En el llogaret Sai Cinza, llogarets dels rius Cururu, Kabitutu i altres afluents del Tapajós, els nens, les dones i els
ancians parlen la major part del temps únicament la llengua materna. Hi ha també casos en què la llengua Munduruku passa per un procés de desús, amb domini gairebé exclusiu del portuguès, sent que els
nens i joves no parlen plenament el Munduruku.

## Organització social

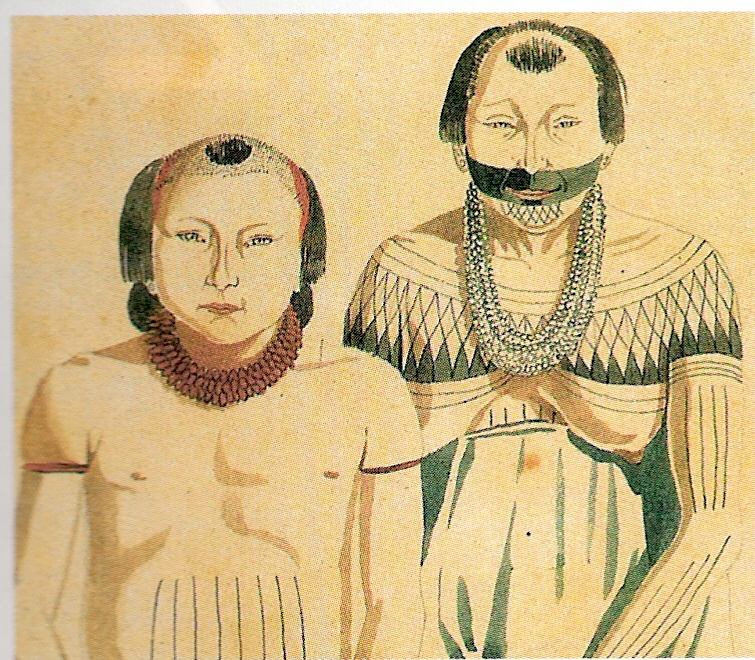
Indis munduruku

La societat Munduruku disposa d'una organització social basada en l'existència de dues meitats exogàmiques, que són identificades com la meitat vermella i la meitat blanca. Actualment, existeixen prop de 38 clans més coneguts, que estan dividits entre les dues meitats.
En l'organització de la societat Munduruku, la descendència és patrilineal, això és, els fills hereten el clan del pare, però la regla de residència és matricial, condicionant al jove jovençà a viure a la casa del sogre, a qui ha de prestar la seva col·laboració en les tasques de pesca, caça i totes les altres activitats relacionades a la manutenció de la casa, incloent acompanyar a la família en els treballs d'extracció i recol·lecció a les àrees de cautxú i de castanya. Generalment, aquest període de residència correspon als primers anys de matrimoni, fins al naixement del segon fill; després d'aquesta fase el marit proveeix la construcció de la casa per a la seva família.
Sent clans exogàmics, una persona pertanyent a una determinada meitat només pot contreure matrimoni amb una persona de la meitat oposada. Els noms dels clans corresponen a diferents elements de la naturalesa, com els arbres, ocells i mamífers, que formen part de la rica cosmologia dels Mundurukt. El matrimoni és una esfera de les relacions socials molt important per a l'equilibri de la societat, essencial per a la bona relació de les famílies, per a les relacions d'intercanvi i de solidaritat i per a l'organització política de la comunitat.

## Cultura
Els Munduruku mantenen algunes pràctiques culturals relacionades a la pesca, activitat de major intensitat en l'estiu.
Es destaquen els cistells i els trenats, que són les activitats masculines, cabent a l'home la confecció del ‘Iço’ –cistella amb la qual les dones carreguen les fruites i els productes de les plantacions -, els coladors i altres utensilis d'ús domèstic fets amb fibres naturals. En les cistelles dels Munduruku graven dibuixos amb urucu, que identifiquen al clan del marit.
Alguns homes i especialment les dones confeccionen collarets amb figures d'animals, esculpits amb les llavors de inajá i tucumã.
La ceràmica, activitat femenina per excel·lència, està gairebé desapareguda, havent-hi algunes dones en els llogarets Kaburuá i Kato que encara dominen les tècniques
tradicionals.
Actualment, en alguns llogarets encara es toquen periòdicament les flautes ‘parasuy’, instruments importants en la mitologia Munduruku. Però els ‘tocadors' són homes d'avançada edat, la qual cosa compromet la continuïtat de la tradició. No obstant això, han sorgit per part dels joves, especialment professors i nous capdavanters, iniciatives que busquen la preservació de les cançons i músiques tradicionals.
La riquesa de la cultura Munduruku és extraordinària, incloent un repertori de cançons tradicionals de musicalitat i poesia poc comuna, que versa sobre les relacions del quotidià, fruits, animals, etc. La cosmologia presenta narratives que inclouen el coneixement dels astres, constel·lacions i de la Via Làctica, denominada kabikodepu, on són identificades els estels que la componen.

## Religió
Conviuen el cristianisme i la religió tradicional.
En les pràctiques religioses els xamans exerceixen un paper primordial de cura mitjançant la manipulació de les herbes, sahumerios i contacte amb el món dels esperits. La religiositat tradicional està molt present entre els Mundurukú, inclusivament amb les transformacions sofertes per la colonització. La religiositat està present en tots els aspectes de la vida quotidiana, regint les relacions amb la naturalesa, les pràctiques del món del treball i les relacions socials.
Existeixen dues missions religioses, la Missió São Francisco, localitzada en el llogaret Missió, en el riu Cururu, instal·lada en 1911; i la Missió Batista, que va iniciar les seves activitats a la fi de la dècada de 1960, situada en el llogaret Sai Cinza, en el riu Tapajós. Actualment, no hi ha una objecció oberta per part de les Missions a les pràctiques de xamanisme, i per això, els Munduruku no li concedeixen gran importància a les condemnes fetes per les religions cristianes a la seva religiositat tradicional. La presència de missions de diferents religions no va causar entre els Munduruku rivalitats o disputes.